# جولیانو ویسنتینی
جولیانو ویسنتینی (به پرتغالی: Juliano Elizeu Vicentini) هافبک اهل برزیل است که در شهر São José do Rio Preto و در تاریخ ۲۶ اوت ۱۹۸۱ به دنیا آمده‌است.
جولیانو ویسنتینی در تیم‌های فوتبال پالمیراس سابقهٔ حضور دارد.